# Russia all'Eurovision Young Musicians
La Russia ha debuttato all'Eurovision Young Musicians 1994, svoltosi a Varsavia, in Polonia, classificandosi seconda. Nella sua esperienza nella competizione ha collezionato 4 bronzi ed è riuscita a ottenere la sua prima vittoria nel 2018.
In seguito alla decisione dell'UER di escludere la nazione dal partecipare all'Eurovision Song Contest 2022 dovuto alla crisi russo-ucraina del 2021-2022, con la successiva invasione del territorio ucraino da parte delle forze armate russe, il 26 febbraio 2022 tutte le emittenti russe hanno interrotto l'affiliazione con l'ente paneuropeo.

## Partecipazioni
- Primo posto
- Secondo posto
- Terzo posto

| Anno                                    | Artista               | Strumento   | Canzone | Posizione       | Posizione       |
| Anno                                    | Artista               | Strumento   | Canzone | Finale          | Semifinale      |
| --------------------------------------- | --------------------- | ----------- | --- | --------------- | --------------- |
| 1994                                    | Anna Ajrapetjants     | Pianoforte  | 1) Ala Albeniz, di Rodion Ščedrin | Non qualificata | Non qualificata |
| Nessuna partecipazione dal 1996 al 1998 |                       |             | |                 |                 |
| 2000                                    | Nikolaj Tokarev       | Pianoforte  | 1) Concerto No. 1 per Pianoforte e Orchestra, di Pëtr Čajkovskij | 3º              | N.A.            |
| 2002                                    | Nikita Borisoglebskij | Violino     | N.A. | Non qualificata | Non qualificata |
| 2004                                    | Dinara Nadžafova      | Pianoforte  | 1) Concerto per Pianoforte, n. 2, 3° Movimento, di Camille Saint-Saëns | 3º              | N.A.            |
| 2006                                    | Dmitrij Majboroda     | Pianoforte  | 1) Concerto per Pianoforte e Orchestra, KV 467, 3° movimento, di Wolfgang Amadeus Mozart | 3º              | N.A.            |
| 2008                                    | Anastasija Kobekina   | Violoncello | 1) Rondò, di Luigi Boccherini 2) Notturno, di Pëtr Il'ič Čajkovskij 3) Alla fontana, Op. 20/2, di Karl Davidov 4) Concerto per violoncello e orchestra in Do maggiore, 1° movimento, di Joseph Haydn | F               | N.A.            |
| 2010                                    | Daniil Trifonov       | Pianoforte  | 1) Grande Polonaise Brillante, di Frédéric Chopin | 3º              | N.A.            |
| Nessuna partecipazione dal 2012 al 2016 |                       |             | |                 |                 |
| 2018                                    | Ivan Bessonov         | Pianoforte  | 1) Mazurka in Si bemolle minore, op. 24, n. 4, di Frédéric Chopin 2) Fantasia-Improvviso in do diesis minore, Op. 66, di Frédéric Chopin 3) Preludio in sol minore, Op. 23, No. 5, di Sergej Vasil'evič Rachmaninov 4) Barncleupédie di James MacMillan 5) 3° movimento, da Concerto per pianoforte, n. 1, di Pëtr Il'ič Čajkovskij (Serata finale) | 1º              | N.A.            |
| Nessuna partecipazione dal 2020 al 2024 |                       |             | |                 |                 |